# Desenvolupament pla d'un políedre

11 desplegaments plans possibles d'un cub

Desenvolupament d'un dodecàedre

En geometria el desenvolupament pla d'un políedre o sòlids platònics és un dibuix sobre el pla format per un conjunt de polígons units per arestes que es pot plegar (doblegant les arestes) per tal d'esdevenir les cares del políedre. Els desenvolupaments dels políedres són una eina útil per a l'estudi dels políedres i de la geometria del sòlid en general, donat que permeten la construcció dels políedres a partir de materials com la cartolina.
És una qüestió oberta de fa temps si cada políedre convex P té o no un desenvolupament pla: si la superfície de P es pot tallar resseguint algunes arestes i desplegar-lo sobre un pla (sense ncavalcaments). (Del sistema d'arestes que permet fer-ho de vegades se'n diu el desplegament del políedre.)
Aquest problema fou establert explícitament per primer cop per Geoffrey Shephard.

La Història i el progrés d'aquesta qüestió es discuteix a la part III de 
Geometric Folding Algorithms.

Si la restricció de què els talls hagin de coincidir amb arestes del poliedre es relaxa i es permet tallar l'interior de les cares, llavors hi ha diversos mètodes coneguts per tallar i desplegar qualsevol políedre convex sobre una superfície plana.
També, el camí més curt entre dos punts sobre la superfície que ressegueix la superfície del políedre correspon a una línia recta en un desenvolupament pla adequat. El desenvolupament ha de ser tal que la línia hi estigui completament continguda, a més pot ser que n'hi hagi més d'un i s'hagin d'estudiar tots per veure quin és el més curt. Per exemple, en el cas d'un cub, si els punts estan sobre cares adjacents un candidat per ser el camí més curt és el que travessa l'aresta comú; el camí més curt d'aquesta classe es troba fent servir un desenvolupament pla on les dues cares també siguin adjacents. Altres candidats a ser el camí més curt passen a través d'una cara que sigui adjacent simultàniament a les dues (n'hi ha dues que ho són), i desenvolupaments plans diferents on les tres cares siguin simultàniament adjacents es poden fer servir per trobar al camí més curt en cada categoria. Finalment cal mirar quin dels tres camins és el més curt de tots.

## Desenvolupament de politops de dimensions superiors
El concepte geomètric de desenvolupament es pot estendre a dimensions superiors.
| Hipercub | Hipercub truncat | Hiperoctàedre |

Per exemple, el desenvolupament d'un policor, o politop de dimensió quatre, es compon d'elements políedres connectats per les seves cares i tots al mateix espai tridimensional, igual com les cares poligonals del desenvolupament d'un políedre estan connectades pels seus costats i totes al mateix pla.
Una de les aplicacions de les matemàtiques a l'art que va emprar Salvador Dalí va ser la representació en tres dimensions de cossos de quatre dimensions. Per exemple en la Crucifixió (corpus hipercubicus) empra el desenvolupament en un espai de tres dimensions d'un hipercub de quatre dimensions.
A la qüestió de si qualsevol politop de dimensió quatre es pot tallar al llarg de cares bidimensionals compartides per les seves cares tridimensionals, i es pot desenvolupar en un políedre en dimensió 3 que no se solapi, és una qüestió que es manté oberta igual com la corresponent qüestió en dimensions superiors.